# Løgtingið
O Løgtingið é o Parlamento das Ilhas Faroé, uma região autónoma da Dinamarca.
Tem 33 lugares, ocupados pelos políticos eleitos em eleições regionais, realizadas no máximo de quatro em quatro anos.

O edifício do parlamento faroês está situado em Tinganes no centro da cidade de Torshavn, a capital do país.

O parlamento (Løgtingið) elege o governo (Landsstýri), constituído por um presidente (Løgmaður) e sete ministros.

## Partidos representados
Nas eleições regionais para o Løgtingið em 2011, ficaram com representação local os seguintes partidos:
| Partido | Partido                                   | Ideologia                   | Deputados |
| ------- | ----------------------------------------- | --------------------------- | --------- |
|         | Partido da União Sambandsflokkurin        | Liberalismo                 | 8         |
|         | Partido do Povo Fólkaflokkurin            | Conservador                 | 8         |
|         | Partido da República Tjóðveldisflokkurin  | Esquerda independentista    | 6         |
|         | Partido da Igualdade Javnaðarflokkurin    | Social-democracia           | 6         |
|         | Partido do Progresso Framsókn             | Liberalismo                 | 2         |
|         | Partido do Centro Miðflokkurin            | Centrismo democrata-cristão | 2         |
|         | Partido da Autonomia Sjálvstýrisflokkurin | Liberalismo                 | 1         |

Como resultado da composição do parlamento, Kaj Leo Johannesen (Partido da União - Sambandsflokkurin) assumiu o cargo de chefe do governo de coligação centro-direita, composto pelo Partido do Povo (Fólkaflokkurin), Partido da União (Sambandsflokkurin), Partido da Autonomia (Sjálvstýrisflokkurin) e Partido do Centro (Miðflokkurin).
| Governo                    | Primeiro-ministro  | Partidos |
| -------------------------- | ------------------ | --- |
| Governo Kaj Leo Johannesen | Kaj Leo Johannesen | Partido do Povo (conservador) Partido da União (liberal) Partido da Autonomia (liberal) Partido do Centro (centrista) |